# Liste des cimetières de bateaux

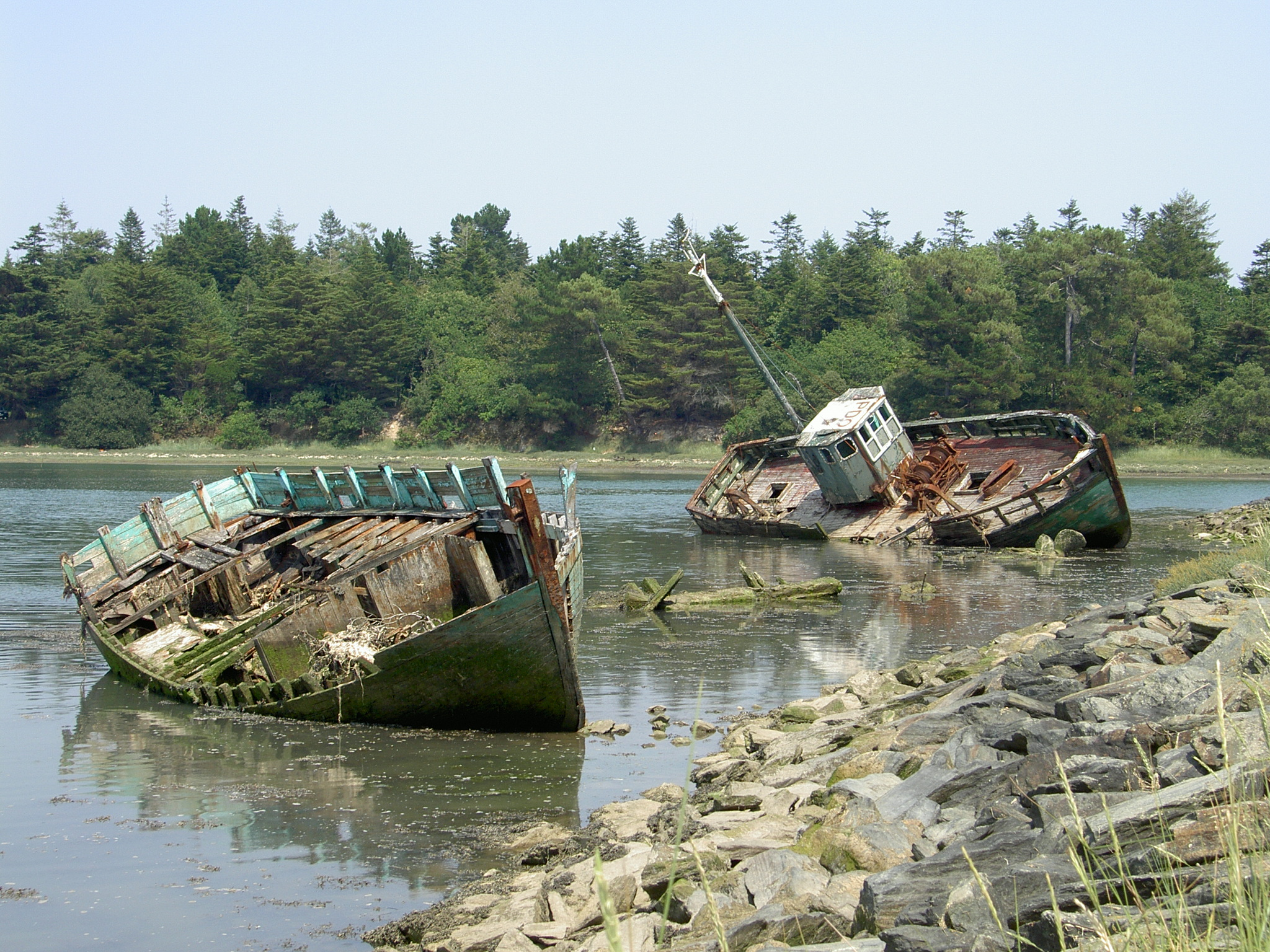
Bénodet, Finistère, France.

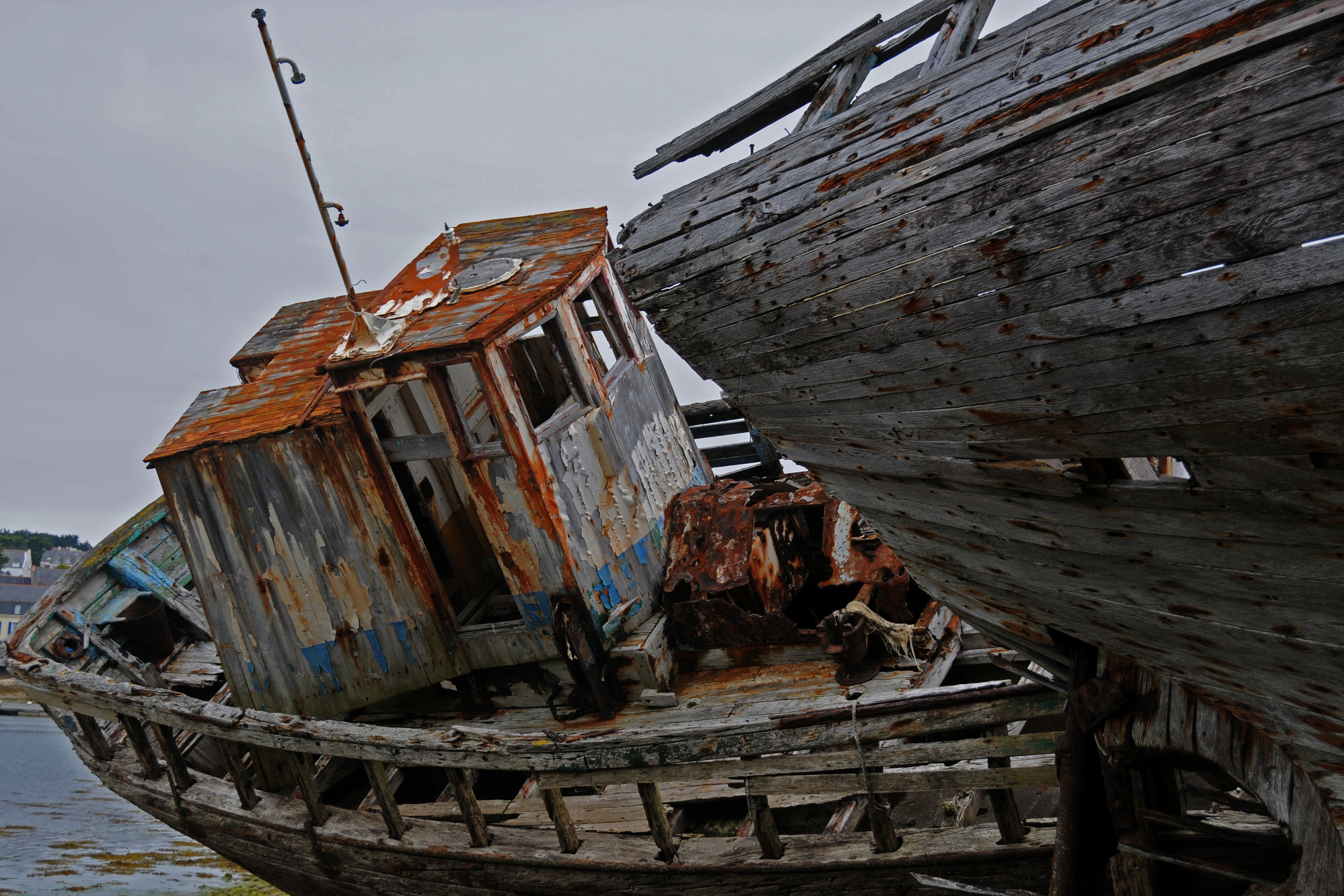
Camaret, Finistère, France.

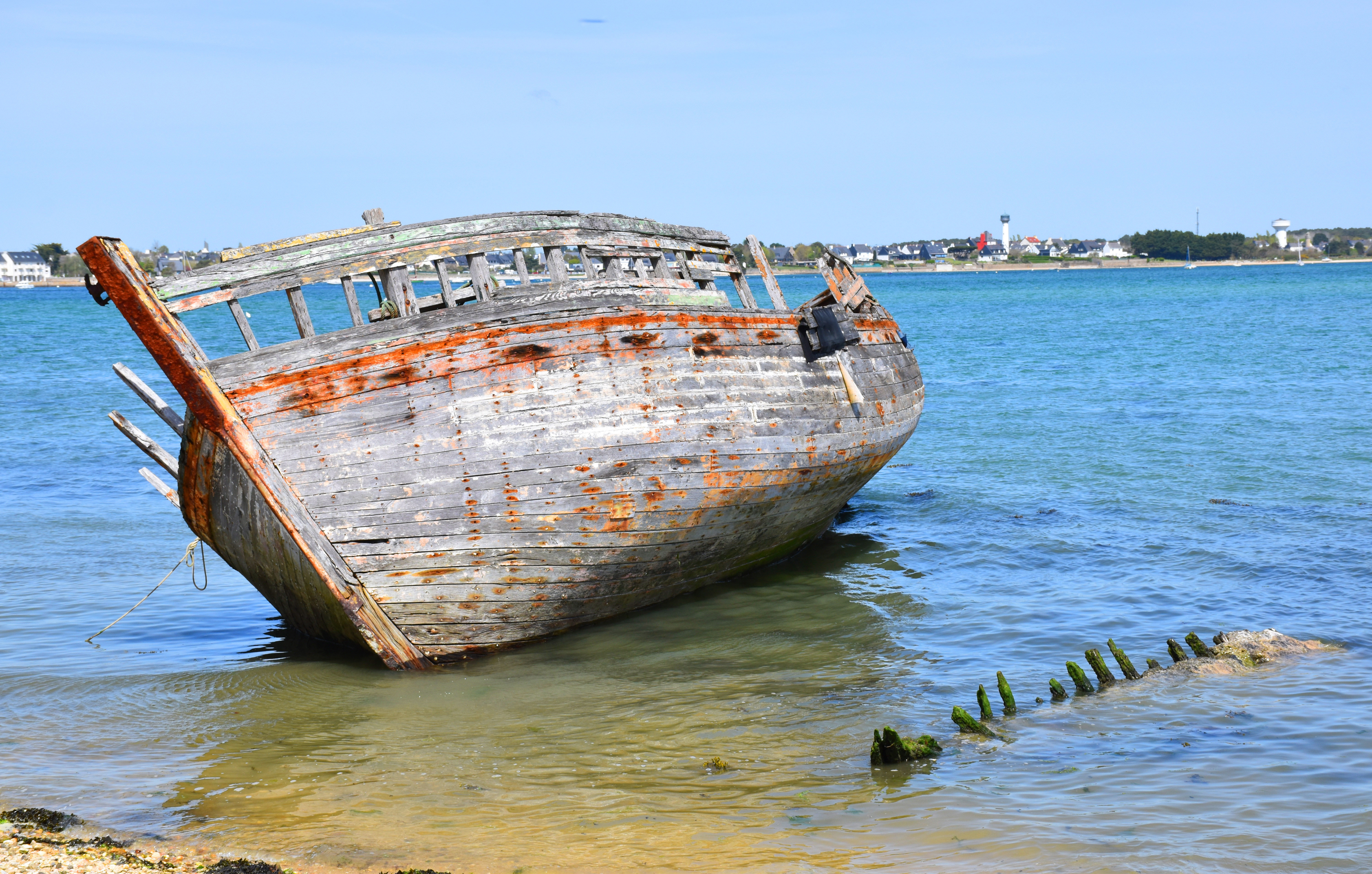
Gâvres, Morbihan, France.

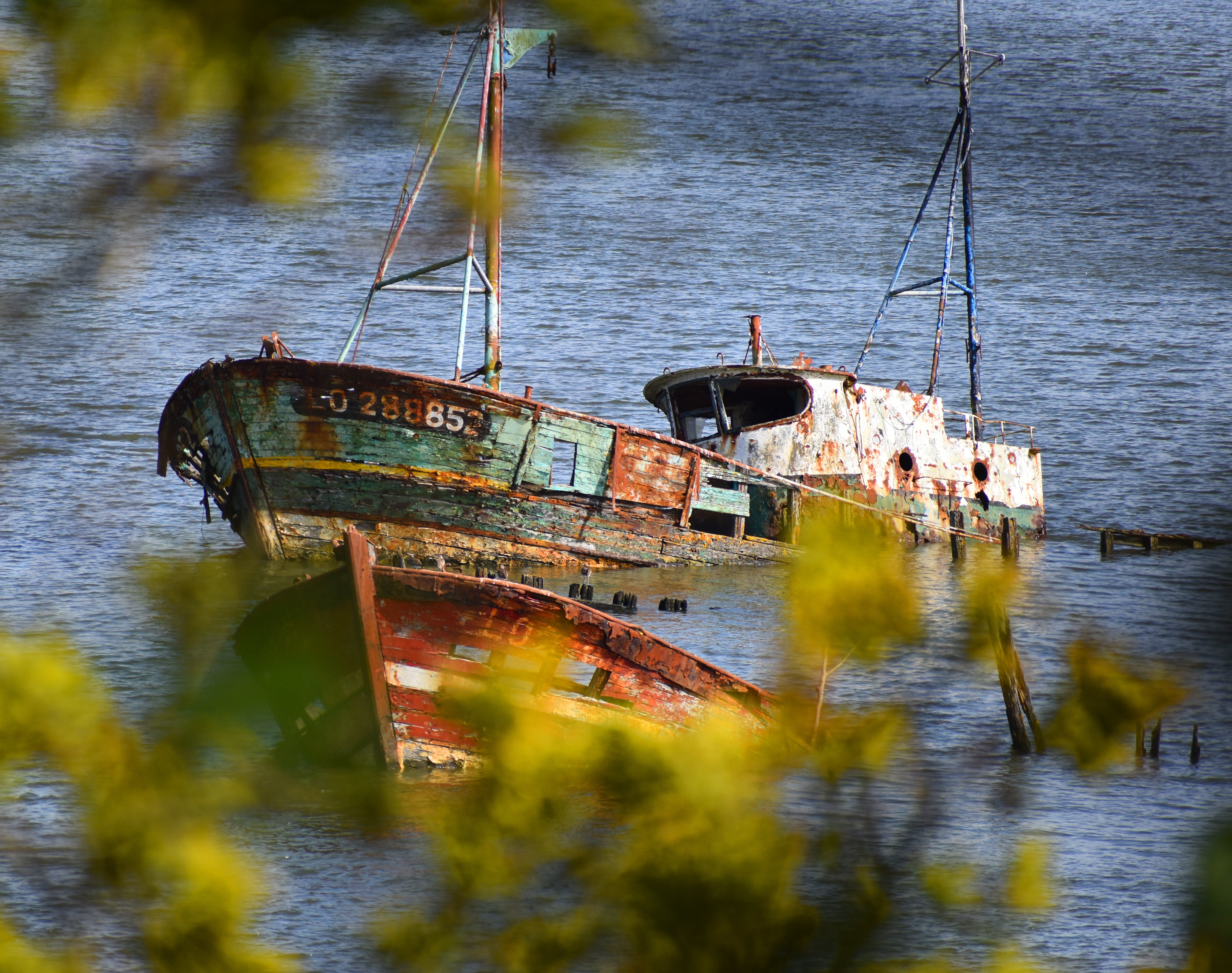
Lanester-Kerhervy, Morbihan, France.

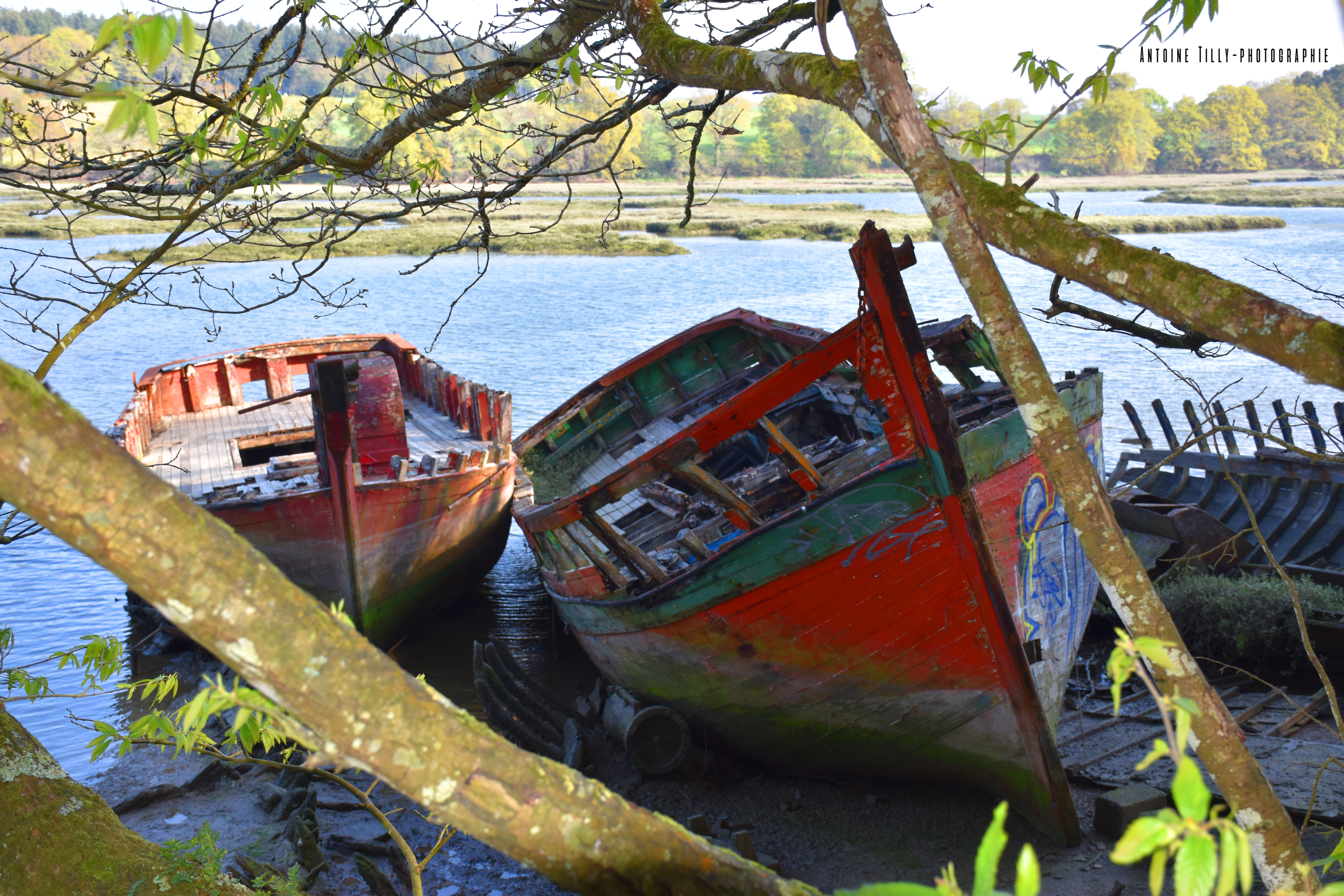
Bono-Pluneret, Morbihan, France.

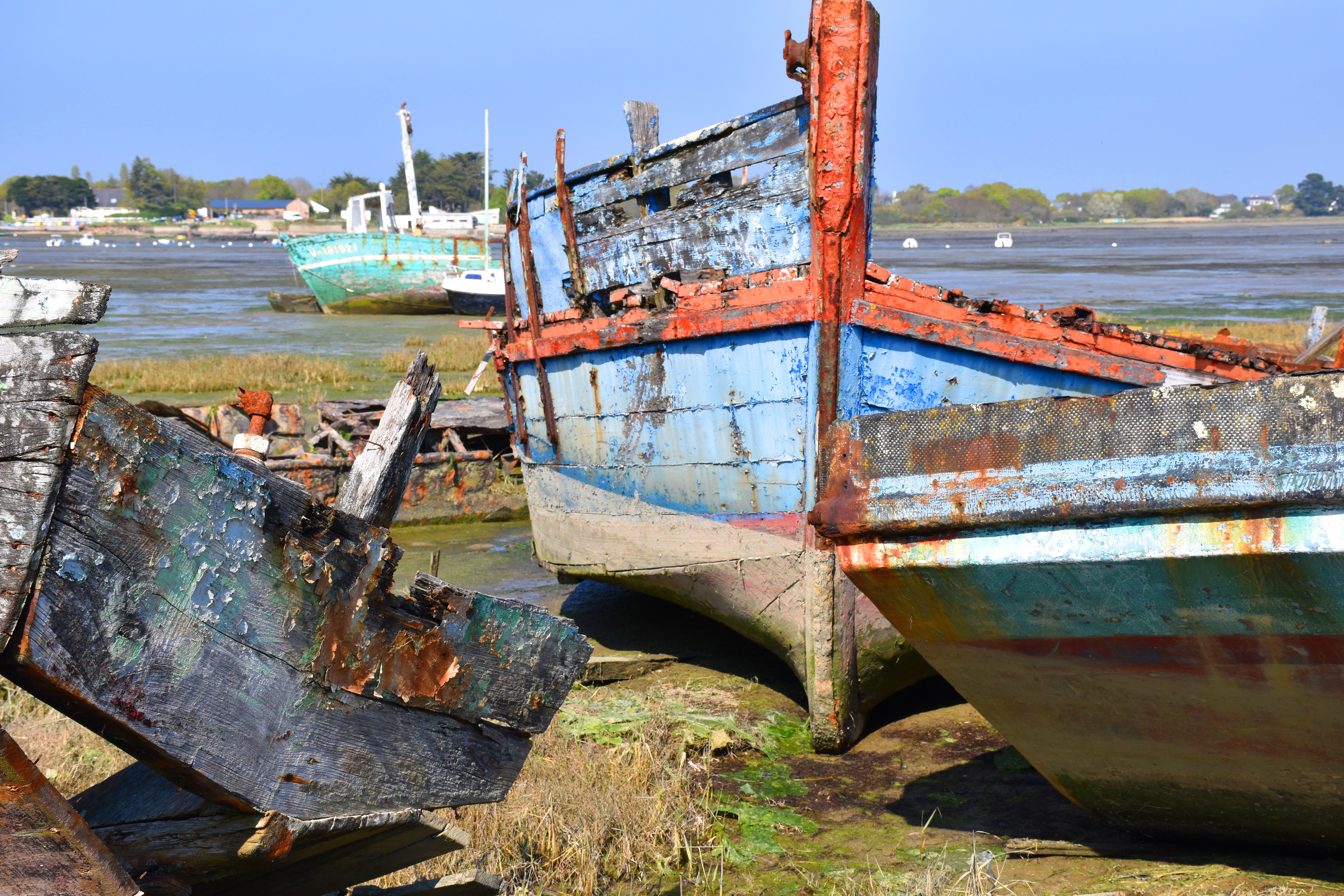
île de Boëd, Séné, Morbihan, France.

Cet article donne une liste de cimetières de bateaux dans le monde.

## Afrique
- Cimetière de bateaux de Mbao (Dakar, Sénégal)
- Parc national de Skeleton Coast : 500 km de côtes namibiennes parsemées d'épaves échouées, du fait des épaisses brumes côtières qui aveuglent les marins.
- Au nord de la Mauritanie, près du port de Nouadhibou, il est possible de voir les restes d'une flotte commerciale mais aussi des bateaux de pêche mis au rebut ou échoués à la suite de tempêtes ou simplement pour des raisons économiques.

Cette zone, très dangereuse du fait des bancs de sable provenant du Sahara, offre de nombreux pièges et il est possible de trouver des hauts-fonds très loin en mer. Cette zone est directement en contact avec le parc national du banc d'Arguin qui s'étend jusqu'au nord du Sénégal.
Il est possible de commencer à voir quelques bateaux échoués sur les plages dès l'entrée dans l'extrême sud du Maroc (territoire marocain nommé sur les cartes Sahara occidental car non reconnu en tant que tel par la communauté internationale) notamment après avoir dépassé Laâyoune.

## Amérique
- Staten Island, New York[1]

## Europe

### France
Finistère :
- du Diben, près du chantier naval rue de l'Abbesse, Plougasnou.
- de Landévennec, au cimetière des navires du méandre de l'Aulne.
- de Camaret-sur-Mer, au port. (Presqu'île de Crozon.)
- de Rostellec, près de chantier naval.
- du Fret, entrée du port. (Presqu'île de Crozon.)
- de Douarnenez, Port-Rhu.
- de Audierne, Locqueran.
- Arrière-port de Guilvinec-Léchiagat.
- de Bénodet, au fond du port de plaisance.
- de Trégunc, anse du Minaouët-Pouldohan.
- de Moëlan-sur-Mer, anse de Lanriot, près de la chapelle de Lanriot.

Morbihan :
- de Larmor-Plage-Kernevel, tout autour du chantier naval.
- de Gâvres, entrée du bourg.
- de Lanester-Kerhervy[2].
- du Magouër (Plouhinec, Morbihan)[2].
- du Bono-Pluneret, à partir du port, suivre sentier côtier à droite après le vieux pont[2].
- de Plougoumelen, moulin de Kervilio.
- de Larmor-Baden, sur l'île de Berder, sentier à gauche après le passage[2].
- de Arradon, Moulin de Pomper et route de Penmerm, avant la chapelle Notre Dame de Penmerm.
- de l'Île-aux-Moines, anse du Guip.
- de l'île d'Arz, moulin à marée.
- de Séné, Cadouarn, impasse des Sternes.
- de Séné, Île de Boëd, 1,5 km vers l'ouest depuis passage à marée basse 47,6098, −2,7678.

Ille-et-Vilaine :

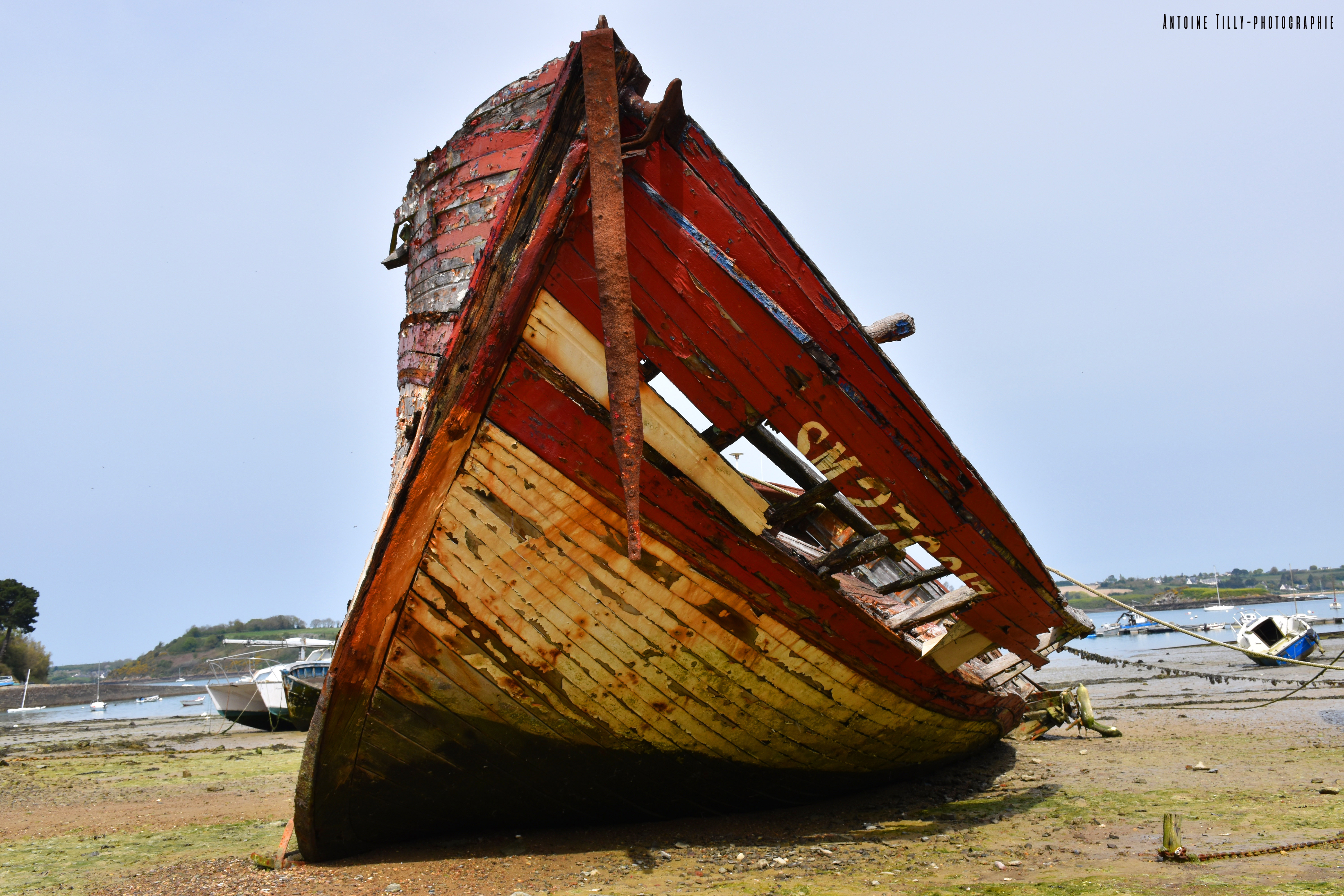
Le Landriais, Le Minihic sur Rance, Ille-et-Vilaine, France.

- de la Rance à Quelmer, au Tanet et au Landriais.

Côtes d'Armor :
- de Quemper-Guézennec au Fry an Daou, sous le pont « bleu » SNCF. Allez jusqu'au lieu-dit Fry an Daou Dour, au panneau, ne pas hésiter à descendre le chemin jusqu'au Trieux. L'autre rive est à Plourivo, au Fry an Dour, descendre tout en bas sur la route à gauche de la chapelle de St Jean Penhoat, direction aussi de la Halte SNCF.
- de Plougrescant, à Beg ar Vilin, direction du camping.
- de Paimpol, longer le quai Loti, direction ruisseau du Traou et de l'aire de stationnement des camping-cars.

Autres :
- de Noirmoutier-en-l'Île 46,9966, −2,2396.

### Royaume-Uni
îles Orcades :
- Scapa Flow : lieu de sabordement d'une partie de la flotte allemande de la première guerre mondiale le 21 juin 1919.